# Biogeoquímica

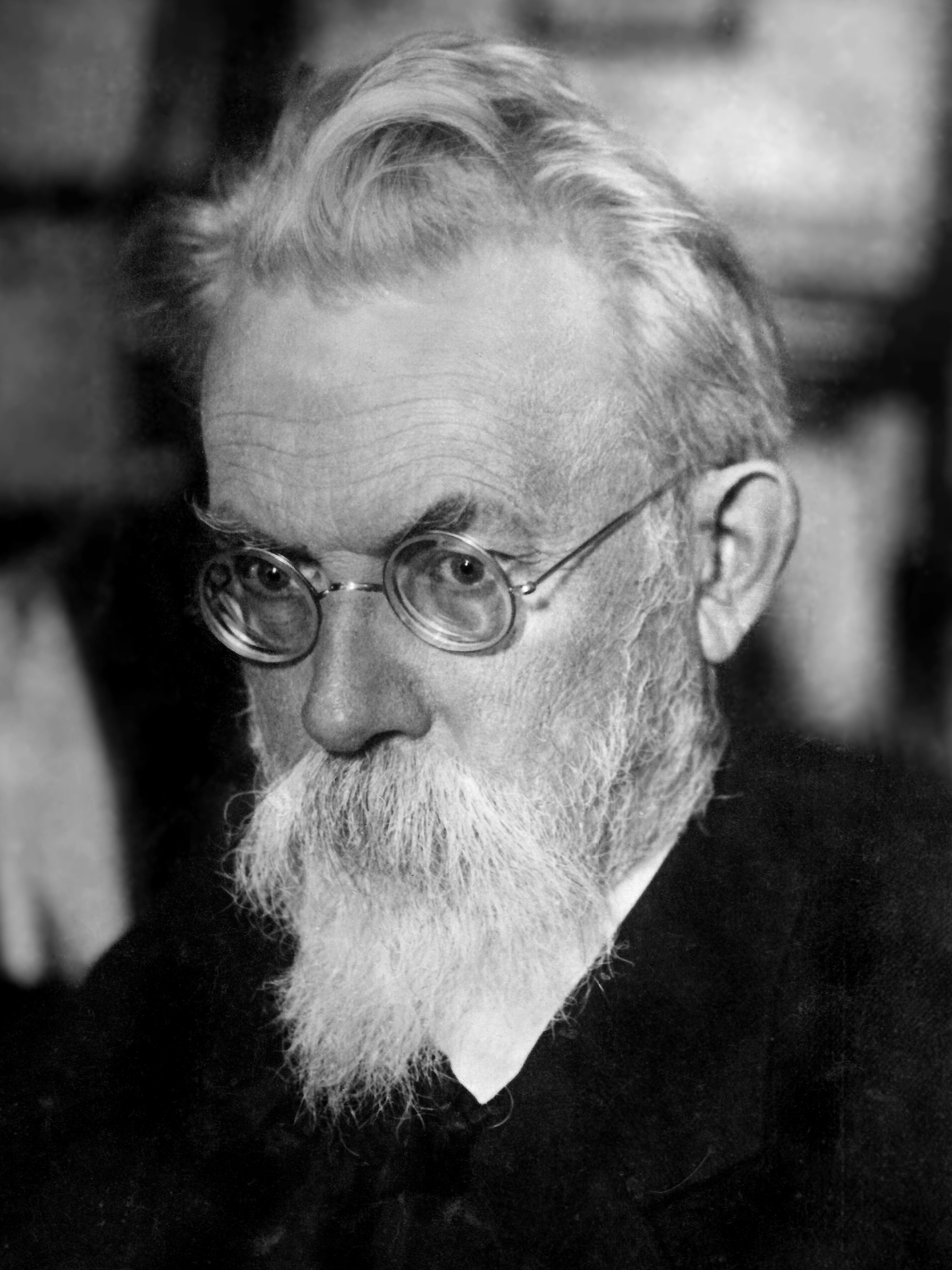
Vladimir Vernadsky, fundador da disciplina biogeoquímica

A biogeoquímica é a disciplina científica que investiga os processos e reações químicas, físicas, geológicas e biológicas que controlam a composição do ambiente natural, abrangendo a biosfera, a criosfera, a hidrosfera, a pedosfera, a atmosfera e a litosfera. Em particular, estuda os ciclos biogeoquímicos, que são os ciclos de elementos essenciais à vida, como o carbono, nitrogênio, oxigênio, enxofre, ferro e fósforo, e suas interações com os seres vivos. Esses elementos são transportados através de sistemas biológicos em escala global ao longo do espaço e tempo, sendo os ciclos químicos impulsionados ou influenciados pela atividade biológica.
Todos os seres vivos interagem com seu ambiente e geram resíduos. Quando o ambiente não consegue processá-los adequadamente (autodepuração), esses resíduos podem impactar os ciclos vitais. O movimento cíclico de elementos e compostos essenciais à vida caracteriza o ciclo biogeoquímico, uma troca contínua entre o meio físico (abiótico) e o meio biológico (biótico), composto pelos seres vivos. Esse intercâmbio equilibrado mantém relativa constância nos dois meios.
Embora o ciclo seja estritamente cíclico no aspecto químico, uma vez que os compostos químicos alterados são restaurados ao final do processo, as características físicas das rochas nem sempre se renovam da mesma forma. Entre os ciclos biogeoquímicos mais conhecidos estão o ciclo do carbono, essencial para fornecer matéria aos organismos; o ciclo do nitrogênio, no qual bactérias fixam o nitrogênio para a produção de substâncias vitais; o ciclo da água, que ocorre em etapas curtas e longas; e o ciclo do oxigênio. Assim, a biogeoquímica se apresenta como uma ciência de sistemas profundamente interligada à ecologia de sistemas, que busca entender a complexa interdependência entre elementos químicos e a vida no planeta.

## História

### Grécia antiga
Os primeiros gregos estabeleceram a ideia central da biogeoquímica de que a natureza consiste em ciclos.

### Séculos XVIII e XIX
O interesse agrícola pela química do solo no século XVIII levou a uma melhor compreensão dos nutrientes e sua conexão com os processos bioquímicos. Esta relação entre os ciclos da vida orgânica e os seus produtos químicos foi posteriormente expandida por Dumas e Boussingault num artigo de 1844 que é considerado um marco importante no desenvolvimento da biogeoquímica. Jean-Baptiste Lamarck usou pela primeira vez o termo biosfera em 1802, e outros continuaram a desenvolver o conceito ao longo do século XIX. As primeiras pesquisas climáticas realizadas por cientistas como Charles Lyell, John Tyndall e Joseph Fourier começaram a relacionar a glaciação, o intemperismo e o clima.

### Século XX
O fundador da biogeoquímica moderna foi Vladimir Vernadsky, um cientista russo e ucraniano cujo livro de 1926, A Biosfera,  na tradição de Mendeleev, formulou uma física da Terra como um todo vivo. Vernadsky distinguiu três esferas, onde uma esfera era um conceito semelhante ao conceito de espaço de fase . Ele observou que cada esfera tinha suas próprias leis de evolução, e que as esferas superiores modificavam e dominavam as inferiores:
1. Esfera abiótica – todos os processos energéticos e materiais não vivos
2. Biosfera – os processos vitais que vivem dentro da esfera abiótica
3. Nöesis ou noosfera – a esfera do processo cognitivo humano

As atividades humanas (por exemplo, agricultura e indústria ) modificam a biosfera e a esfera abiótica. No ambiente contemporâneo, a quantidade de influência que os humanos têm nas outras duas esferas é comparável a uma força geológica (ver Antropoceno ).
A limnologista e geoquímica americana G. Evelyn Hutchinson é responsável por delinear o amplo escopo e os princípios desse novo campo. Mais recentemente, os elementos básicos da disciplina de biogeoquímica foram reafirmados e popularizados pelo cientista e escritor britânico James Lovelock, sob o rótulo de Hipótese Gaia . Lovelock enfatizou o conceito de que os processos vitais regulam a Terra por meio de mecanismos de feedback para mantê-la habitável. A pesquisa de Manfred Schidlowski estava preocupada com a bioquímica da Terra primitiva.

## Ciclos biogeoquímicos
Os ciclos biogeoquímicos são os caminhos pelos quais as substâncias químicas circulam (são transformadas ou movidas através) dos compartimentos bióticos e abióticos da Terra . O compartimento biótico é a biosfera e os compartimentos abióticos são a atmosfera, a hidrosfera e a litosfera . Existem ciclos biogeoquímicos para elementos químicos, como cálcio, carbono, hidrogênio, mercúrio, nitrogênio, oxigênio, fósforo, selênio, ferro e enxofre, bem como ciclos moleculares, como água e sílica . Existem também ciclos macroscópicos, como o ciclo das rochas, e ciclos induzidos pelo homem para compostos sintéticos, como bifenilos policlorados (PCBs). Em alguns ciclos existem reservatórios onde uma substância pode permanecer ou ser sequestrada por um longo período de tempo.

## Pesquisas
Existem grupos de pesquisa em biogeoquímica em muitas universidades ao redor do mundo. Como este é um campo altamente interdisciplinar, eles estão situados dentro de uma ampla gama de disciplinas hospedeiras, incluindo: ciências atmosféricas, biologia, ecologia, geomicrobiologia, química ambiental, geologia, oceanografia e ciência do solo . Elas geralmente são agrupadas em disciplinas maiores, como ciências da terra e ciências ambientais .
Muitos pesquisadores investigam os ciclos biogeoquímicos de elementos químicos como carbono, oxigênio, nitrogênio, fósforo e enxofre, bem como seus isótopos estáveis . Os ciclos de oligoelementos, como os metais traço e os radionuclídeos, também são estudados. Esta pesquisa tem aplicações óbvias na exploração de depósitos de minério e petróleo, e na remediação da poluição ambiental.
Alguns campos de pesquisa importantes para biogeoquímica incluem:
- modelagem de sistemas naturais
- processos de recuperação da acidificação do solo e da água
- eutrofização das águas superficiais
- sequestro de carbono
- recuperação ambiental
- mudança global
- mudança climática
- prospecção biogeoquímica de depósitos de minério
- química do solo
- oceanografia química

## Biogeoquímica Evolutiva
A biogeoquímica evolutiva é um ramo da biogeoquímica moderna que aplica o estudo dos ciclos biogeoquímicos à história geológica da Terra. Este campo investiga a origem dos ciclos biogeoquímicos e como eles mudaram ao longo da história do planeta, especificamente em relação à evolução da vida.